# Linagliptina
Linagliptina (BI-1356), conocida con el nombre comercial de Trajenta® (en Estados Unidos Tradjenta®), es un fármaco que está indicado para el tratamiento de la diabetes mellitus tipo 2 y pertenece al grupo de los inhibidores de la dipeptidil peptidasa-4. Fue desarrollado por el laboratorio Boehringer Ingelheim y se comercializa conjuntamente entre Boehringer Ingelheim y Eli Lilly. Su uso fue aprobado por la Agencia de Alimentos y Medicamentos de Estados Unidos (US Food and Drug Administration, FDA) el 2 de mayo de 2011 y el 24 de agosto de 2011 por la Agencia Europea del Medicamento en la Unión Europa (European Medicines Agency, EMA).

## Indicaciones
En 2010, gracias a un ensayo clínico en fase III se demostró que linagliptina reduce eficazmente los niveles de glucosa en sangre, causa principal de la aparición de diabetes tipo 2 en adultos, una enfermedad crónica que de no ser tratada puede causar diferentes enfermedades en el tiempo.

## Efectos adversos
Igual que otros inhibidores del SGLT2 linagliptina puede causar efectos secundarios tales como acidosis, deshidratación, problemas renales, hipoglucemia especialmente cuando este tipo de medicamentos se combina con otros medicamentos recetados para tratar la diabetes, aumento del colesterol en la sangre e infecciones por hongos. Raramente los inhibitores de DPP-4 pueden causar dolor severo en las articulaciones.

## Mecanismo de acción
Linagliptina es un inhibidor de la dipeptidil peptidasa-4 (DPP-4), enzima que degrada unas sustancias conocidas como incretinas, que son unas hormonas producidas en el intestino tras la ingesta de alimentos, y en particular dos tipos de incretinas específicos: el glucagon like peptide 1 (GLP-1) y el insulinotropic polypeptide (GIP). Ambas hormonas incrementan la síntesis de insulina y su secreción por las células beta del páncreas cuando existen niveles normales o elevados de glucosa en sangre; por otra parte, GLP-1 también reduce la producción de glucagón por las células alfa del páncreas. Por todo lo mencionado anteriormente se puede concluir que el efecto final de la linagliptina es: 1) estimular la producción de insulina y 2) disminuir los niveles de glucagón, lo que produce un descenso de los niveles de glucosa en sangre (efecto hipoglucemiante). En contraste al otros DPP-4 inhibitores, linagliptina no se elimina vía excreción renal (máx. 5%) pero principalmente vía es las heces (80%).

## Investigaciones
Investigadores de la Universidad de Guanajuato México y la Universidad de Puerto Rico ensayaron el uso de la linagliptina como adjunto en el tratamiento de diabéticos hospitalizados con Covid-19. Descubrieron que aquellos pacientes que solo recibían insulina tenían un riesgo cuatro veces mayor de requerir ventilación mecánica que aquellos a los cuales se les administraba insulina combinada linagliptina. "De igual forma, el riesgo de muerte fue tres veces mayor en el grupo que solo recibió insulina frente al que la recibió combinada con linagliptina." https://www.upr.edu/prometedor-medicamento-para-la-sobrevivencia-de-pacientes-diabeticos-con-covid-19/